# 小小男子漢
《小小男子漢（日文直譯：阿強加油）》是永松潔的日本漫畫作品，和改編同名漫畫的電視動畫、電視劇。

## 概要
1986年至1990年在講談社青年漫畫雜誌《Morning》連載，此外第1話是在《Comic Morning Magnum增刊》1986年2月13日號發表。
該作品也是系列漫畫作品，有描寫主角井川強（暱稱：阿強／）高中時期到大學時期的「阿強加油」（單行本全19冊、Best Selection版全3冊）、描寫井川強國中時期的「阿強要更加加油（ツヨシもっとしっかりしなさい）」（《月刊Afternoon》連載，單行本全5冊）、描寫井川強出社會後已是有2個兒子的父親的「阿強加油2」（單行本全6冊）。
改編方面，曾在1989年播出同名電視劇，1992年至1994年播出同名電視動畫、並在動畫播出中的1993年上映單篇劇場版動畫。
此外，該作品主角井川強也有在永松的另一部同樣在《Morning》連載的作品「虎男入」中登場。
2007年10月起，同樣在講談社的網路可直接試閱的線上漫畫《MiChao！》連載描寫井川強小學時期的「阿強同學加油」。
2017年8月發行的小學館漫畫雜誌《Big Comic Original》17號連載的（高橋遠州原作）中，井川強以的社長身分登場。

## 電視劇
1989年2月22日至7月12日的每週三於日本電視網系列19時30分到20時00分時段首播。與原作不一樣的地方是，主角井川強在家有2個姊姊，電視劇則改成有3個姊姊；還有井川家父親在原作設定是從事派駐在外的工作所以不在家，電視劇則改成在家。
主角井川強由SMAP（當時）成員森且行飾演。稍早以前原本決定由高橋良明主演，但是在1989年1月5日高橋因機車意外事故去世，因此在急遽之下指定由森且行飾演。

### 演員
- 井川強：森且行
- 井川美子：泉平子
- 井川剛造：高田純次（日语：高田純次）
- 井川惠子：田中美佐子
- 井川敦子（電視劇版原創人物）：洞口依子（日语：洞口依子）
- 井川典子：山瀨真巳（日语：山瀬まみ）

### 主題歌
- 圓谷優子（日语：円谷優子）
作詞：康珍化（日语：康珍化），作曲：多多納好夫，編曲：船山基紀

## 電視動畫
1992年10月4日至1994年12月25日在富士電視網首播，全112話。還有，本作品是在《櫻桃小丸子》第1期完結之後、至《櫻桃小丸子》第2期開播之前的播出時段墊檔放送。
該動畫在日本播畢之後，從未發行DVD或者在衛星電視再放送，不過從2017年10月31日起在Animax（日本當地）播出時才第一次進行實質再放送（除了後來以VHS、LD等影碟商品化的劇場版之外）。
1994年12月18日在富士電視網播出時的最高收視率為23.7%。富士電視網首播期間平均收視率為18.2%。
在衛視中文台播出時，片頭製作人員名單從「企劃：清水賢治（富士電視台）」到「原作：永松潔」被覆蓋，原因不明。

### 配音員
- 井川強：小野坂昌也
- 井川惠子：鶴弘美
- 井川典子：萩森侚子
- 井川美子：片岡富枝／住友七繪（年輕時期）
- 井川秀夫：坂口哲夫（日语：坂口哲夫）
- 理惠：金井美香
- 源義家：鹽澤兼人（初登場時高木涉）
- 三之宮虎男：高木涉
- 親分：龍田直樹
- 渡邊司：千葉繁
- 渡邊由美：三石琴乃
- ：緒方惠美
- 鷺野良人：島田敏
- 石川舞：高山南
- 石川岩男：岡和男

- 石川福子：津賀有子（日语：津賀有子）
- 八百七：平野正人（日语：平野正人）
- 魚政：太田真一郎
- 夫：高木早苗
- 松本裕太：丸尾知子（日语：Chiko）
- 村松巡査：高木涉
- 小百合：篠原惠美
- 圭子：高木涉
- 大川端：石森達幸
- 婦人：山口奈奈
- 奶奶：京田尚子
- 女子社員A：清水美帆
- 女子社員B：永島由子
- 播報員：石川英郎
- 人妖：鯨
- 情侶男性：神谷浩史

### 製作人員（電視動畫）
- 企劃：清水賢治（富士電視台）
- 原作：永松潔
- 導演：三澤伸
- 人物設定、總作畫監督：一川孝久（日语：一川孝久）
- 美術設定：金村勝義
- 美術監督：相原澄子
- 攝影監督：森下成一
- 音響監督：三間雅文
- 剪輯：岡安肇
- 製作人：金田耕司（富士電視台）、茂垣弘道（STUDIO COMET）
- 標題：
- 音樂：蓜島邦明（日语：はい島邦明）、陽（77話－）
- 調整：山田富二男
- 特效：依田安文
- 音響製作：青二企劃
- 現像：東京現像所（日语：東京現像所）
- 製作擔當：小松悅子
- 文藝設定：大金正一
- 製作事務：鹿嶋真千子（2話－29話）→村上直子（30話－46話）
- 宣傳擔當：川崎悅子（富士電視台）
- 動畫製作：STUDIO COMET
- 廣告代理店：讀賣廣告社（工作人員表無記載）
- 製作著作：富士電視台

### 主題歌
※除了片尾曲由POLYSTAR發行之外，所有歌曲由Sony Records（今已併入改名Sony Music Label）發行。

#### 片頭曲
1. （第1話－第76話）（1992年10月21日發售）
  - 主唱：爆風SLUMP（日语：爆風スランプ），作詞：Sunplaza中野（日语：サンプラザ中野くん），作曲：Papala河合（日语：パッパラー河合），編曲：BAKUFU-SLUMP、Emperor福田
2. 「RE-PLAY」（第77話－第96話）（1994年6月1日發售）
  - 主唱：，作詞：堀兼久、松波大／作曲：大橋勇（日语：大橋勇武），編曲：吉田建、
3. 「LOVE YOU ONLY（日语：LOVE YOU ONLY）」（第97話 - 第112話［最終話］[注 2]）（1994年9月21日發售）
  - 主唱：TOKIO，作詞：工藤哲雄，作曲：都志見隆（日语：都志見隆），編曲：西脇辰彌（日语：西脇辰弥）

#### 片尾曲
1. 「涙3」（第1話－第30話）（1992年10月21日發售，的B面收錄歌曲）
  - 主唱：爆風SLUMP（日语：爆風スランプ），作詞：Sunplaza中野（日语：サンプラザ中野くん），作曲：Papala河合（日语：パッパラー河合），編曲：BAKUFU-SLUMP、Emperor福田
2. 」（第31話－第51話）（1993年5月26日發售）
  - 主唱：Wink，作詞：康珍化（日语：康珍化），作曲、編曲：門倉聰
3. 「GOOD DAY I·N·G」（第52話－第76話）（1993年6月2日發售）
  - 主唱：神崎Maki（日语：神崎まき），作詞：小林和子（日语：小林和子），作曲、編曲：小森田實（日语：小森田実）
4. （第77話－第89話）（1994年5月11日發售）
  - 主唱、合唱Arrange：神崎Maki，作詞：工藤哲雄，作曲、編曲：小森田實／福音Arrange：森崎
5. （第90話－第98話[注 3]）（1994年7月1日發售）
  - 主唱：，作詞：森雪之丞（日语：森雪之丞），作曲、編曲：野村義男（日语：野村義男）
6. 「[注 4]」（第99話 - 第112話［最終話］[注 5]）（1994年10月21日發售）
  - 主唱：，作詞：千家和也（日语：千家和也），作曲：穗口雄右（日语：穂口雄右）

#### 插入歌
（第13話）（1992年11月26日發售，「Nocturne ～夜想曲～」的收錄歌曲）
- 主唱：Wink，作詞：及川眠子，作曲：Milk Rie，編曲：米光亮

（第23話）（1992年10月21日發售）
- 主唱：Wink，作詞：及川眠子，作曲：Osny Melo，編曲：門倉聰

（第24話）（1978年10月25日發售，「'80」的收錄歌曲）
- 主唱、作詞、作曲：泉谷茂

（第79話、第85話、第94話、第95話、第96話）（1994年7月1日發售，的B面收錄歌曲）
- 主唱：，作詞：橫山武，作曲：谷本新，編曲：鶴由雄

### 各話列表
每話日文標題都由主角井川強的配音員小野坂昌也獨自進行合稱。至於第107話－第111話是小野坂與其他配音員一起擔任。
| 話數 | 首播日期       | 日文標題  | 中文翻譯               | 編劇       | 分鏡       | 演出     | 作畫監督            |
| ---- | -------------- | --------- | ---------------------- | ---------- | ---------- | -------- | ------------------- |
| 1    | 1992年 10月4日 |           | 阿強好弱               | 山田隆司   | 三澤伸     | 三澤伸   | 一川孝久            |
| 2    | 10月11日       |           | 月底真命苦             | 山田隆司   | 湖山禎崇   | 湖山禎崇 | 金澤比呂司          |
| 3    | 10月18日       |           | 阿強的一天天下         | 中山乃莉子 | 生賴昭憲   | 生賴昭憲 | 一川孝久 興村忠美   |
| 4    | 10月25日       |           | 彩券的報應             | 岸間信明   | 石踊宏     | 石踊宏   | 金澤比呂司          |
| 5    | 11月1日        |           | 哀傷的採松茸祭         | 山田隆司   | 有原誠治   | 有原誠治 | 一川孝久            |
| 6    | 11月8日        |           | 鎮上的網球大會         | 隅澤克之   | 藤川茂     | 藤川茂   | 金澤比呂司          |
| 7    | 11月15日       |           | 強忍著挑戰             | 岸間信明   | 橫山裕一郎 | 淺見隆司 | 興村忠美            |
| 8    | 11月22日       |           | 阿強離家出走           | 山田隆司   | 池田成     | 池田成   | 金澤比呂司          |
| 9    | 11月29日       | （）      | 從宇宙來的英雄（HERO） | 岸間信明   | 湖山禎崇   | 湖山禎崇 | 伊藤一男            |
| 10   | 12月6日        |           | 美麗的家人之愛         | 中山乃莉子 | 生賴昭憲   | 生賴昭憲 | 一川孝久 興村忠美   |
| 11   | 12月13日       |           | 典子長得像父親!?       | 隅澤克之   | 石踊宏     | 石踊宏   | 金澤比呂司          |
| 12   | 12月20日       |           | 阿強的夜晚             | 岸間信明   | 有原誠治   | 有原誠治 | 一川孝久            |
| 13   | 12月27日       |           | 心動的初戀便當         | 山田隆司   | 森真琴     | 森真琴   | 金澤比呂司          |
| 14   | 1993年 1月10日 |           | 啊啊舞女               | 岸間信明   | 池田成     | 池田成   | 興村忠美            |
| 15   | 1月17日        |           | 與姊姊相親             | 山田隆司   | ·鷹        | ·鷹      | 伊藤一男            |
| 16   | 1月24日        |           | 宿敵好強               | 隅澤克之   | 生賴昭憲   | 生賴昭憲 | 金澤比呂司          |
| 17   | 1月31日        |           | 阿強的熱血老師         | 岸間信明   | 石踊宏     | 石踊宏   | 一川孝久            |
| 18   | 2月7日         |           | 母親的生日             | 山田隆司   | 有原誠治   | 有原誠治 | 金澤比呂司          |
| 19   | 2月14日        |           | 受歡迎的阿強           | 岸間信明   | 池田成     | 池田成   | 一川孝久 興村忠美   |
| 20   | 2月21日        |           | 阿強住院騷動           | 山田隆司   | 湖山禎崇   | 湖山禎崇 | 伊藤一男            |
| 21   | 2月28日        |           | 3月3日男生的叛亂       | 隈澤克之   | 森真琴     | 金子伸吾 | 金澤比呂司          |
| 22   | 3月7日         |           | 在滑雪場遇難           | 岸間信明   | 生賴昭憲   | 生賴昭憲 | 一川孝久            |
| 23   | 3月14日        |           | 阿婆現身               | 山田隆司   | 石踊宏     | 石踊宏   | 金澤比呂司          |
| 24   | 3月21日        |           | 父親歸來               | 山田隆司   | 湖山禎崇   | 湖山禎崇 | 伊藤一男            |
| 25   | 3月28日        |           | 惠子與惠子的戀情       | 岸間信明   | 赤根和樹   | 葛谷直行 | 興村忠美            |
| 26   | 4月4日         |           | 當櫻花盛開時           | 隅澤克之   | 池田成     | 池田成   | 金澤比呂司          |
| 27   | 4月11日        |           | 阿強的藍天學校         | 岸間信明   | 石踊宏     | 石踊宏   | 金澤比呂司          |
| 28   | 4月18日        |           | 童年那天的初戀         | 中山乃梨子 | 生賴昭憲   | 池端隆史 | 一川孝久            |
| 29   | 4月25日        |           | 跑吧渡邊               | 山田隆司   | 松本佳久   | 松本佳久 | 興村忠美            |
| 30   | 5月2日         |           | 5月5日的離家出走       | 岸間信明   | 湖山禎崇   | 湖山禎崇 | 伊藤一男            |
| 31   | 5月9日         |           | 小舞身展絕技           | 山田隆司   | 池田成     | 池田成   | 金澤比呂司          |
| 32   | 5月16日        |           | 我們是少年偵探團       | 岸間信明   | 石踊宏     | 石踊宏   | 一川孝久            |
| 33   | 5月23日        |           | 餅乾店樂趣多           | 隅澤克之   | 池端隆史   | 池端隆史 | 金澤比呂司          |
| 34   | 5月30日        |           | 阿強千鈞一髮           | 山田隆司   | 松本佳久   | 松本佳久 | 奈須川充            |
| 35   | 6月6日         |           | 祭典就是抬神轎         | 岸間信明   | 湖山禎崇   | 湖山禎崇 | 伊藤一男            |
| 36   | 6月13日        |           | 想要一張駕照           | 山田隆司   | 池田成     | 池田成   | 金澤比呂司          |
| 37   | 6月20日        |           | 減肥大作戰             | 菅良幸     | 石踊宏     | 石踊宏   | 一川孝久            |
| 38   | 6月27日        |           | 阿強便當新發售         | 土屋斗紀雄 | 葛谷直行   | 葛谷直行 | 金澤比呂司          |
| 39   | 7月4日         |           | 母親的初戀情人         | 中山乃梨子 | 松本佳久   | 松本佳久 | 一川孝久 金澤比呂司 |
| 40   | 7月11日        |           | 在海灘…                | 菅良幸     | 湖山禎崇   | 湖山禎崇 | 伊藤一男            |
| 41   | 7月18日        |           | 回歸的甲子園           | 岸間信明   | 福富博     | 福富博   | 金澤比呂司          |
| 42   | 8月1日         |           | 名犬惠子               | 隅澤克之   | 池田成     | 池田成   | 奈須川充            |
| 43   | 8月8日         |           | 井川家的酷熱夏天       | 菅良幸     | 石踊宏     | 石踊宏   | 一川孝久            |
| 44   | 8月15日        |           | 烏龍錢騷動             | 土屋斗紀雄 | 池端隆史   | 池端隆史 | 金澤比呂司          |
| 45   | 8月22日        |           | 夏天之旅·相見          | 山田隆司   | 葛谷直行   | 葛谷直行 | 金澤比呂司          |
| 46   | 8月29日        |           | 夏天之旅·冒險          | 山田隆司   | 三澤伸     | 松本佳久 | 奈須川充            |
| 47   | 9月5日         |           | 新學期搖籃曲           | 菅良幸     | 福富博     | 福富博   | 一川孝久            |
| 48   | 9月12日        |           | 颱風和少年             | 岸間信明   | 湖山禎崇   | 湖山禎崇 | 伊藤一男            |
| 49   | 9月19日        |           | 驚人的健康檢查         | 岸間信明   | 石踊宏     | 石踊宏   | 金澤比呂司          |
| 50   | 9月26日        |           | 被招來的客人           | 山田隆司   | 湖山禎崇   | 湖山禎崇 | 伊藤一男            |
| 51   | 10月3日        |           | 超驚人大胃王比賽       | 菅良幸     | 池端隆史   | 池端隆史 | 金澤比呂司 一川孝久 |
| 52   | 10月10日       |           | 我來踢足球             | 岸間信明   | 福富博     | 福富博   | 一川孝久 興村忠美   |
| 53   | 10月17日       |           | 兩人的文化祭           | 山田隆司   | 松本佳久   | 松本佳久 | 金澤比呂司          |
| 54   | 10月24日       |           | 走吧！出國旅行         | 山田隆司   | 石踊宏     | 石踊宏   | 奈須川充            |
| 55   | 10月31日       |           | 發現夢幻寶藏           | 菅良幸     | 湖山禎崇   | 湖山禎崇 | 伊藤一男            |
| 56   | 11月7日        |           | 催淚的請求             | 岸間信明   | 葛谷直行   | 葛谷直行 | 金澤比呂司          |
| 57   | 11月14日       |           | 母親出來選舉           | 岸間信明   | 池端隆史   | 池端隆史 | 金澤比呂司          |
| 58   | 11月21日       |           | 獨家！孩子報紙         | 菅良幸     | 石踊宏     | 石踊宏   | 奈須川充            |
| 59   | 11月28日       |           | 接待真命苦             | 山田隆司   | 松本佳久   | 松本佳久 | 金澤比呂司          |
| 60   | 12月5日        |           | 父親戒指的故事         | 菅良幸     | 湖山禎崇   | 湖山禎崇 | 伊藤一男            |
| 61   | 12月12日       |           | 注意占卜               | 山田隆司   | 石踊宏     |          | 松本勝次 一川孝久   |
| 62   | 12月19日       |           | 聖誕圈圈作戰           | 菅良幸     | 池端隆史   | 池端隆史 | 金澤比呂司          |
| 63   | 12月26日       |           | 年末愛心大騷動         | 岸間信明   | 石踊宏     | 石踊宏   | 奈須川充            |
| 64   | 1994年 1月9日  |           | 裕太的壽司修行         | 隅澤克之   | 石踊宏     | 松本佳久 | 一川孝久            |
| 65   | 1月16日        |           | 大家來參加成人禮       | 岸間信明   | 湖山禎崇   | 湖山禎崇 | 伊藤一男            |
| 66   | 1月23日        |           | 戀人家家酒             | 岸間信明   | 池端隆史   | 池端隆史 | 金澤比呂司          |
| 67   | 1月30日        |           | 高爾夫決勝負           | 中山乃莉子 | 石踊宏     | 石踊宏   | 奈須川充            |
| 68   | 2月6日         |           | 父親的疑惑             | 菅良幸     | 石踊宏     | 牛草健   | 一川孝久            |
| 69   | 2月13日        |           | 買東西王位決定戰       | 岸間信明   | 水谷貴哉   | 三澤伸   | 金澤比呂司          |
| 70   | 2月20日        |           | 真兇是誰               | 菅良幸     | 湖山禎崇   | 湖山禎崇 | 伊藤一男            |
| 71   | 2月27日        |           | 告白大作戰             | 菅良幸     | 渡邊慎一   | 渡邊慎一 | 大河原晴男          |
| 72   | 3月6日         |           | 惠子的新娘授課         | 岸間信明   | 石踊宏     | 石踊宏   | 奈須川充            |
| 73   | 3月13日        |           | 揮汗落淚的一次勝負     | 菅良幸     | 池端隆史   | 池端隆史 | 金澤比呂司          |
| 74   | 3月20日        |           | 阿強的夢               | 岸間信明   | 葛谷直行   | 葛谷直行 | 一川孝久            |
| 75   | 3月27日        |           | 愚人節                 | 中山乃莉子 | 湖山禎崇   | 湖山禎崇 | 伊藤一男            |
| 76   | 4月3日         |           | 鄰居搬家騷動           | 山田隆司   | 三澤伸     | 新田義方 | 大河原晴男          |
| 77   | 4月10日        |           | 超級機器人阿強號       | 菅良幸     | 石踊宏     | 石踊宏   | 奈須川充            |
| 78   | 4月17日        |           | 第三位姐姐             | 岸間信明   | 池端隆史   | 池端隆史 | 金澤比呂司          |
| 79   | 4月24日        |           | 發現黃金蝴蝶           | 菅良幸     | 福富博     | 福富博   | 一川孝久            |
| 80   | 5月1日         |           | 博多孩子的旅情         | 山田隆司   | 湖山禎崇   | 湖山禎崇 | 伊藤一男            |
| 81   | 5月8日         |           | 母親節是好日子？       | 岸間信明   | 石踊宏     | 石踊宏   | 奈須川充            |
| 82   | 5月15日        |           | 壯烈的禁酒戰鬥         | 岸間信明   | 葛谷直行   | 葛谷直行 | 大河原晴男          |
| 83   | 5月22日        |           | 巨大的挑戰             | 菅良幸     | 池端隆史   | 池端隆史 | 金澤比呂司          |
| 84   | 5月29日        |           | 小舞的初戀情人         | 山田隆司   | 新田義方   | 新田義方 | 一川孝久 興村忠美   |
| 85   | 6月5日         |           | 貓是金幣               | 菅良幸     | 湖山禎崇   | 湖山禎崇 | 伊藤一男            |
| 86   | 6月12日        |           | 由美的作文             | 岸間信明   | 石踊宏     | 牛草健   | 金澤比呂司          |
| 87   | 6月19日        |           | 作夢的惠子             | 山田隆司   | 福富博     | 福富博   | 一川孝久 興村忠美   |
| 88   | 6月26日        |           | 出動!!少年偵探團       | 山田隆司   | 石踊宏     | 石踊宏   | 奈須川充            |
| 89   | 7月3日         |           | 向七夕許願             | 菅良幸     | 池端隆史   | 池端隆史 | 大河原晴男          |
| 90   | 7月10日        |           | 驚人的溫泉旅行         | 岸間信明   | 湖山禎崇   | 湖山禎崇 | 伊藤一男            |
| 91   | 7月17日        |           | 激鬥！土俵上的鬼怪們   | 菅良幸     | 葛谷直行   | 葛谷直行 | 金澤比呂司          |
| 92   | 7月31日        |           | 夢幻情書               | 岸間信明   | 福富博     | 福富博   | 一川孝久            |
| 93   | 8月7日         |           | 當母親年老之後         | 中山乃莉子 | 石踊宏     | 牛草健   | 金澤比呂司          |
| 94   | 8月14日        |           | 妖怪騷動               | 菅良幸     | 池端隆史   | 池端隆史 | 大河原晴男          |
| 95   | 8月21日        |           | 任性的女孩們           | 岸間信明   | 湖山禎崇   | 湖山禎崇 | 伊藤一男            |
| 96   | 8月28日        |           | 珍愛的哈密瓜           | 菅良幸     | 石踊宏     | 牛草健   | 一川孝久            |
| 97   | 9月4日         |           | 阿強爭奪戰             | 山田隆司   | 葛谷直行   | 葛谷直行 | 金澤比呂司          |
| 98   | 9月11日        |           | 母親是警察署長         | 菅良幸     | 福富博     | 福富博   | 一川孝久 興村忠美   |
| 99   | 9月18日        |           | 小獅子                 | 隅澤克之   | 池端隆史   | 池端隆史 | 一川孝久 矢木正之   |
| 100  | 9月25日        |           | 危險的電影節           | 岸間信明   | 湖山禎崇   | 湖山禎崇 | 伊藤一男            |
| 101  | 10月2日        |           | 兩位阿發               | 菅良幸     | 葛谷直行   | 葛谷直行 | 大河原晴男          |
| 102  | 10月9日        |           | 渡邊離家出走           | 菅良幸     | 三澤伸     | 吉田俊司 | 一川孝久            |
| 103  | 10月23日       |           | 兩人共享晚餐           | 中山乃莉子 | 葛谷直行   | 阿部雅司 | 大宅幸男            |
| 104  | 10月30日       |           | 鎮內釣魚之旅           | 山田隆司   | 前田康生   | 牛草健   | 一川孝久            |
| 105  | 11月6日        |           | 倒楣的學園祭           | 菅良幸     | 湖山禎崇   | 湖山禎崇 | 伊藤一男            |
| 106  | 11月13日       |           | 竹之湯新開店           | 岸間信明   | 工藤進     | 工藤進   | 大河原晴男          |
| 107  | 11月20日       | [ 注 6 ]  | 搖動的乙女心           | 中山乃莉子 | 池端隆史   | 池端隆史 | 奈須川充            |
| 108  | 11月27日       | [ 注 7 ]  | 小舞的配對合氣道       | 岸間信明   | 阿部雅司   | 阿部雅司 | 一川孝久            |
| 109  | 12月4日        | [ 注 8 ]  | 忍術阿強軍團           | 菅良幸     | 湖山禎崇   | 湖山禎崇 | 伊藤一男            |
| 110  | 12月11日       | [ 注 9 ]  | 哀傷的獨立宣言         | 岸間信明   | 工藤進     | 工藤進   | 一川孝久 大宅幸男   |
| 111  | 12月18日       | [ 注 10 ] | 咲乃的決定             | 菅良幸     | 葛谷直行   | 葛谷直行 | 大河原晴男          |
| 112  | 12月25日       |           | 愛將永遠持續…          | 山田隆司   | 三澤伸     | 池端隆史 | 一川孝久 大宅幸男   |

### 播放電視台
| 播放地區      | 播放電視台     | 播放日期                         | 播放時間                                                 | 播放聯播網                                                          | 線上狀況 | 備註   |
| ------------- | -------------- | -------------------------------- | -------------------------------------------------------- | ------------------------------------------------------------------- | -------- | ------ |
| 關東廣域圈    | 富士電視台     | 1992年10月4日－1994年12月25日    | 星期日 18時00分－18時30分                                | 富士電視網                                                          | 製作局   |        |
| 北海道        | 北海道文化放送 |                                  |                                                          | 富士電視網                                                          | 同步播出 |        |
| 青森縣        | 青森放送       | 日本電視網                       | 延遲播出                                                 | [ 注 11 ]                                                           |          |        |
| 岩手縣        | 岩手可愛電視台 | 富士電視網                       | 同步播出                                                 |                                                                     |          |        |
| 宮城縣        | 仙台放送       | 富士電視網                       | 同步播出                                                 |                                                                     |          |        |
| 秋田縣        | 秋田電視台     | 富士電視網                       | 同步播出                                                 |                                                                     |          |        |
| 山形縣        | 山形電視台     | 朝日電視網                       | 同步播出                                                 | 1993年3月28日在富士電視網腰斬之後 同年4月起轉移至朝日電視網繼續播出 |          |        |
| 福島縣        | 福島電視台     | 富士電視網                       | 同步播出                                                 |                                                                     |          |        |
| 新潟縣        | 新潟綜合電視台 | 富士電視網                       | 同步播出                                                 |                                                                     |          |        |
| 長野縣        | 長野放送       | 富士電視網                       | 同步播出                                                 |                                                                     |          |        |
| 山梨縣        | 山梨放送       | 日本電視網                       | 延遲播出                                                 | [ 注 11 ]                                                           |          |        |
| 靜岡縣        | 靜岡電視台     | 富士電視網                       | 同步播出                                                 |                                                                     |          |        |
| 富山縣        | 富山電視台     | 富士電視網                       | 同步播出                                                 |                                                                     |          |        |
| 石川縣        | 石川電視台     | 富士電視網                       | 同步播出                                                 |                                                                     |          |        |
| 福井縣        | 福井電視台     | 富士電視網                       | 同步播出                                                 |                                                                     |          |        |
| 中京廣域圈    | 東海電視台     | 富士電視網                       | 同步播出                                                 |                                                                     |          |        |
| 近畿廣域圈    | 關西電視台     | 富士電視網                       | 同步播出                                                 |                                                                     |          |        |
| 島根縣 鳥取縣 | 山陰中央電視台 | 富士電視網                       | 同步播出                                                 |                                                                     |          |        |
| 廣島縣        | 新廣島電視台   | 富士電視網                       | 同步播出                                                 | 後在1999年有進行實質再放送                                          |          |        |
| 山口縣        | 山口電視台     | TBS電視網                        | 延遲播出                                                 |                                                                     |          |        |
| 岡山縣 香川縣 | 岡山放送       | 富士電視網                       | 同步播出                                                 |                                                                     |          |        |
| 愛媛縣        | 愛媛電視台     | 富士電視網                       | 同步播出                                                 |                                                                     |          |        |
| 高知縣        | 高知放送       | 日本電視網                       | 延遲播出                                                 | [ 注 11 ]                                                           |          |        |
| 德島縣        | 四國放送       | 日本電視網                       | 延遲播出                                                 | [ 注 11 ]                                                           |          |        |
| 福岡縣        | 西日本電視台   | 富士電視網                       | 同步播出                                                 |                                                                     |          |        |
| 佐賀縣        | 佐賀電視台     | 富士電視網                       | 同步播出                                                 |                                                                     |          |        |
| 長崎縣        | 長崎電視台     | 富士電視網                       | 同步播出                                                 | [ 注 12 ]                                                           |          |        |
| 熊本縣        | 熊本電視台     | 富士電視網                       | 同步播出                                                 |                                                                     |          |        |
| 大分縣        | 大分電視台     | 富士電視網 日本電視網            | 同步播出                                                 | 1993年9月腰斬，改播別的節目                                         |          |        |
| 宮崎縣        | 宮崎電視台     | 富士電視網 日本電視網 朝日電視網 | 同步播出                                                 |                                                                     |          |        |
| 鹿兒島縣      | 鹿兒島電視台   | 富士電視網                       | 延遲播出 ↓ 同步播出                                      | [ 注 13 ]                                                           |          |        |
| 沖繩縣        | 沖繩電視台     | 富士電視網                       | 同步播出                                                 |                                                                     |          |        |
| 日本全國      | Animax         | 2017年10月31日－2018年5月10日    | 星期一－星期五每天 20時00分－20時30分 10時30分－11時00分 | 動畫專門BS                                                          |          | 有字幕 |
| 日本全國      | Animax         | 2018年2月17日－                  | 星期六 14時00分－15時00分                                | 動畫專門BS                                                          |          | 有字幕 |

## 劇場版
1993年於電視動畫播出期間上映，標題名稱《小小男子漢：阿強的時光機之旅》（本作是《劇場版 美少女戰士R》上映之前的併映作品）。

### 製作人員（劇場版）
- 原作：永松潔
- 企劃：清水賢治（富士電視台）
- 導演：三澤伸
- 編劇：山田隆司
- 人物設定、總作畫監督：一川孝久
- 美術設定：金村勝義（Studio Jack）
- 美術監督：相原澄子
- 攝影監督：森下成一
- 音響監督：三間雅文
- 剪輯：岡安肇（岡安Promotion）
- 宣傳負責：川崎悅子（富士電視台）
- 助理製作人：重岡由美子（富士電視台）
- 製作人：金田耕司（富士電視台）、茂垣弘道
- 配給：東映
- 動畫製作：STUDIO COMET
- 製作著作：富士電視台

## 遊戲
- SFC《小小男子漢 對戰方塊》，1994年11月18日發行，科樂美開發製作，為同年7月推出的街機版《對戰方塊》首次移植版。

## 腳註

### 資料來源
1. ↑  1995年衛視中文台引進電視動畫版播出時譯為《小小男子漢》，臺灣電視公司引進電視動畫版播出時譯為《振作一下》。
2. ↑  東立出版社代理譯名。
3. ↑  . Jcast NEWS. 2017-05-11  [2017-09-03]. （原始内容存档于2019-08-02） （日语）.
4. ↑  來自該動畫首播終了時（1994年12月）的訊息。

## 外部連結
- 株式會社STUDIO COMET官方網站 （页面存档备份，存于） （日語）
- 小小男子漢（Animax節目官方網站） （页面存档备份，存于） （日語）